# Jabłonowo-Maćkowięta
Jabłonowo-Maćkowięta – część wsi Jabłonowo-Adamy w Polsce położona w województwie warmińsko-mazurskim, w powiecie nidzickim, w gminie Janowiec Kościelny.
W latach 1975–1998 miejscowość administracyjnie należała do województwa olsztyńskiego.
Inne miejscowości o nazwie Jabłonowo: Jabłonowo